# Ida Maly
Pour les articles homonymes, voir Maly.
Ida Sofia Maly, née le 22 octobre 1894 à Vienne et morte le 20 février 1941 dans le centre de mise à mort nazi de Hartheim en Haute-Autriche, est une artiste-peintre autrichienne.

## Biographie

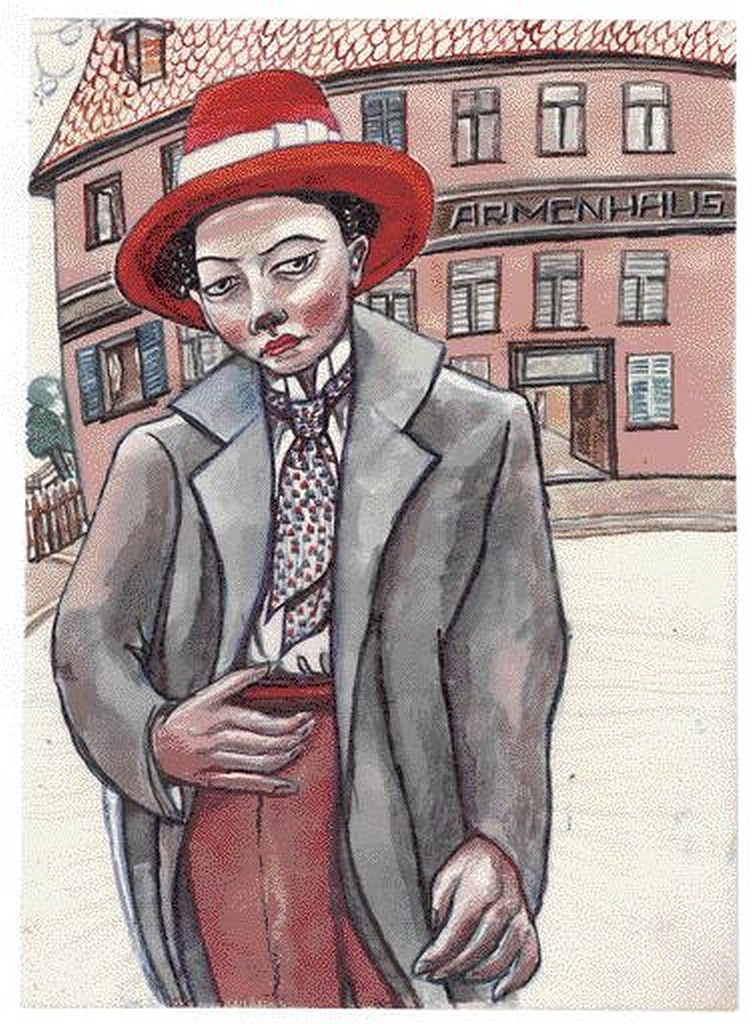
Sombres prémonitions (vers 1928) Ida Maly, Autoportrait, Neue Galerie Graz, musée universel de Joanneum.

### Enfance
Ida Maly grandit à Graz et est la troisième fille de Franz Maly (1850-1920) et Sophie Maly (1859-1946). Ses deux autres soeurs sont Olga (1889-1976) et Paula (1891-1974). Elle passe son enfance et sa jeunesse dans un milieu bourgeois ouvert à son intérêt artistique. Après avoir quitté l'école secondaire, elle fréquente l'école d'art de Graz, puis étudie à la Wiener Kunstgewerbeschule (« École des arts appliqués de Vienne ») avec sa sœur Paula. Elle suit les cours de Franz Cižek et d'Oskar Strnad. C'est avec ce dernier qu'elle crée en 1915 des monuments commémoratifs pour les soldats tombés au combat de la Première Guerre mondiale. Franz Cižek lui apprend à concevoir des décors.
Le typographe Rudolf von Larisch, l'historien de l'art Eduard Leisching et le chimiste Emmerich Selch donnent des cours aux deux sœurs.
Elle prend part à de nombreuses compétitions de natation et de plongeon,.

### Carrière artistique
Entre l'automne 1916 et le printemps 1917, elle est ouvrière dans une usine de Sankt Pölten,.
Ida Maly est fortement marquée par le putsch de Munich après la fin de la Première Guerre mondiale.
De l'automne 1918 au début 1925, elle vit à Munich et traîne parmi le cercle d'amis de Tilly Newes, veuve de Frank Wedekind, elle aussi originaire de Graz et dont la sœur, Martha Newes, est sa meilleure amie. C'est dans ce cercle social du mouvement bohème de Munich qu'elle trouve ses clients tels que le philanthrope suisse Sylvain Guggenheim. Ida Maly est recensée comme peintre et actrice. Pour subvenir à ses besoins, elle fait des copies d'œuvres de maître de l'Alte Pinakothek ainsi que divers travaux de graphisme, comme des ex-libris,. En 1923, elle voyage à Berlin et Dresde.
Son séjour à Paris de juillet à octobre 1925 donne naissance à des nombreuses œuvres. Elle retourne ensuite habiter à Vienne.
Au printemps 1928, elle rentre chez sa sœur Paula puis est internée pour schizophrénie dans l'institution Am Feldhof en août 1928 ce qui ralentit sa carrière artistique.
Après l'Anschuluss, en 1938, elle est transportée en février 1941 au centre de mise à mort nazi de Hartheim au château de Hartheim dans le cadre du programme Aktion T4. Elle y meurt.

### Vie privée
En 1921, elle accouche d'une fille, Elga Maly (1921-1989), dont elle ne peut s'occuper financièrement et qu'elle finit par confier à des parents adoptifs à Graz en 1923,.

## Œuvre
Les débuts artistiques d'Ida Maly démontrent l'influence de courants tels que l'Art Nouveau, l'Art Déco, l'Expressionnisme ou la Nouvelle Objectivité.
Son travail des années 1920 montre des femmes sûres d'elles. Son désir de liberté et ses objectifs d'émancipation entrent en conflit avec ses devoirs de mère célibataire. Les portraits qu'Ida Maly peint entre 1923 et 1924 montrent un style proche de la Nouvelle Objectivité et démontrent sa joie à expérimenter différents styles artistiques. Les dessins issus de son séjour parisien contiennent de nombreuses études de nus et des dessins de visiteurs de café. Son retour à Vienne en 1925 montre un style proche d'Alfred Kubin.
Son internement en hôpital psychiatrique est l'occasion pour elle de redonner une dignité aux pensionnaires dans l'environnement particulièrement hostile de l'Allemagne des années 30. Son style s’y assombrit en 1928 vers des formes plus diffuses et des textes qui reflètent l'univers de son internement ,. Son œuvre décrit aussi les crimes commis sur les patients psychiatriques par les nazis,.

Œuvres d'Ida Maly
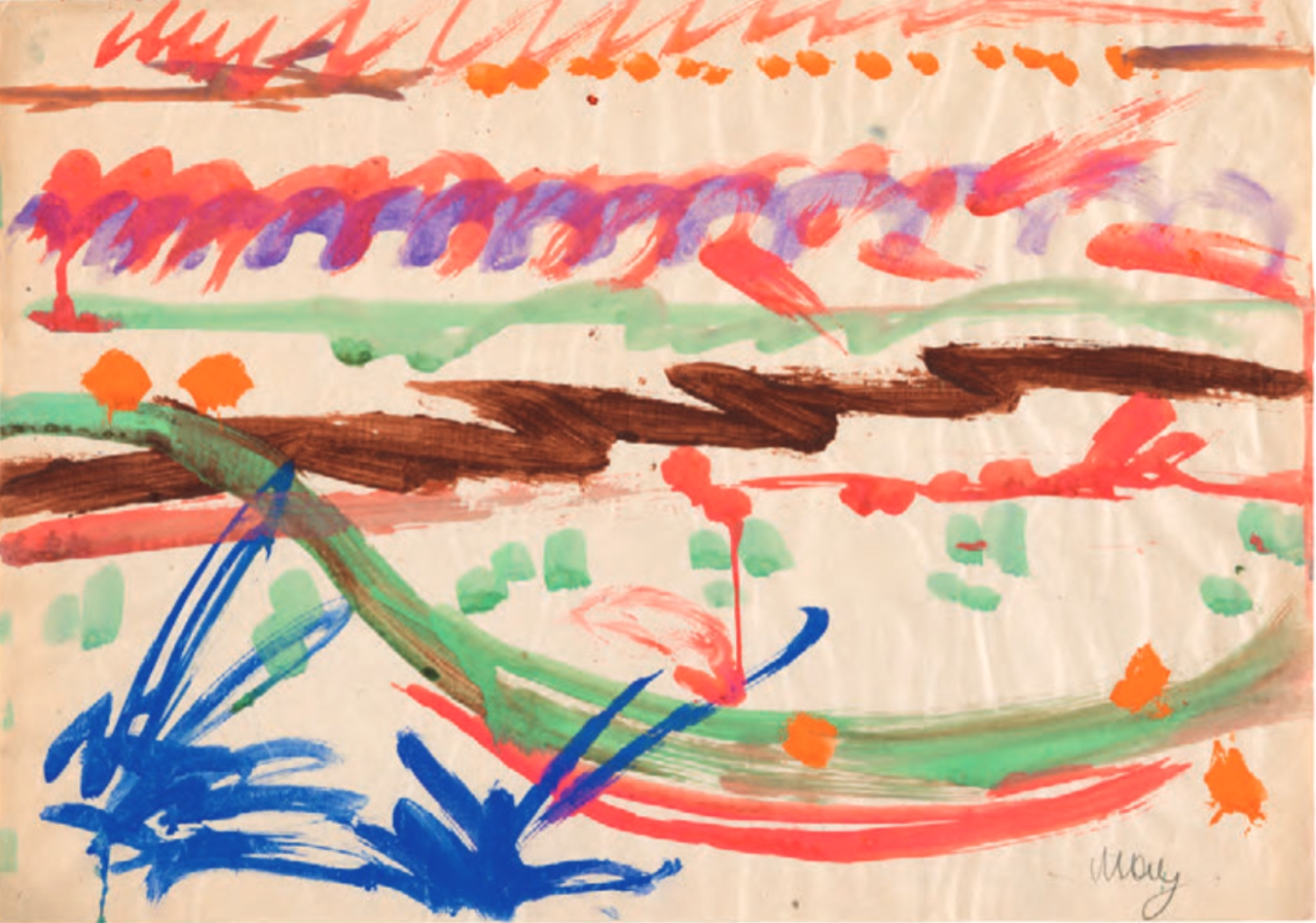
Essais de couleurs (vers 1914), Vienne, Musée de Vienne.
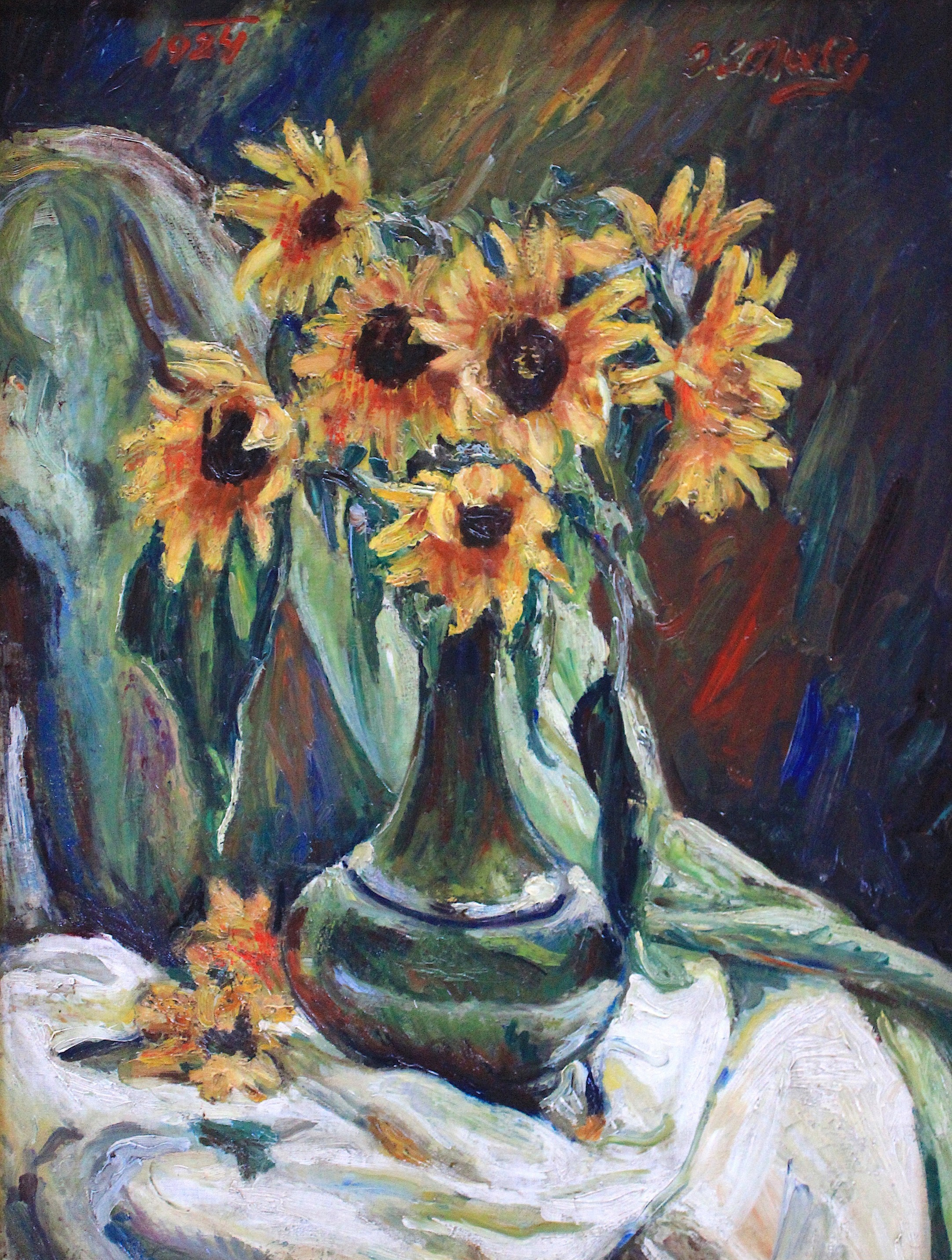
Nature morte (1924), localisation inconnue.
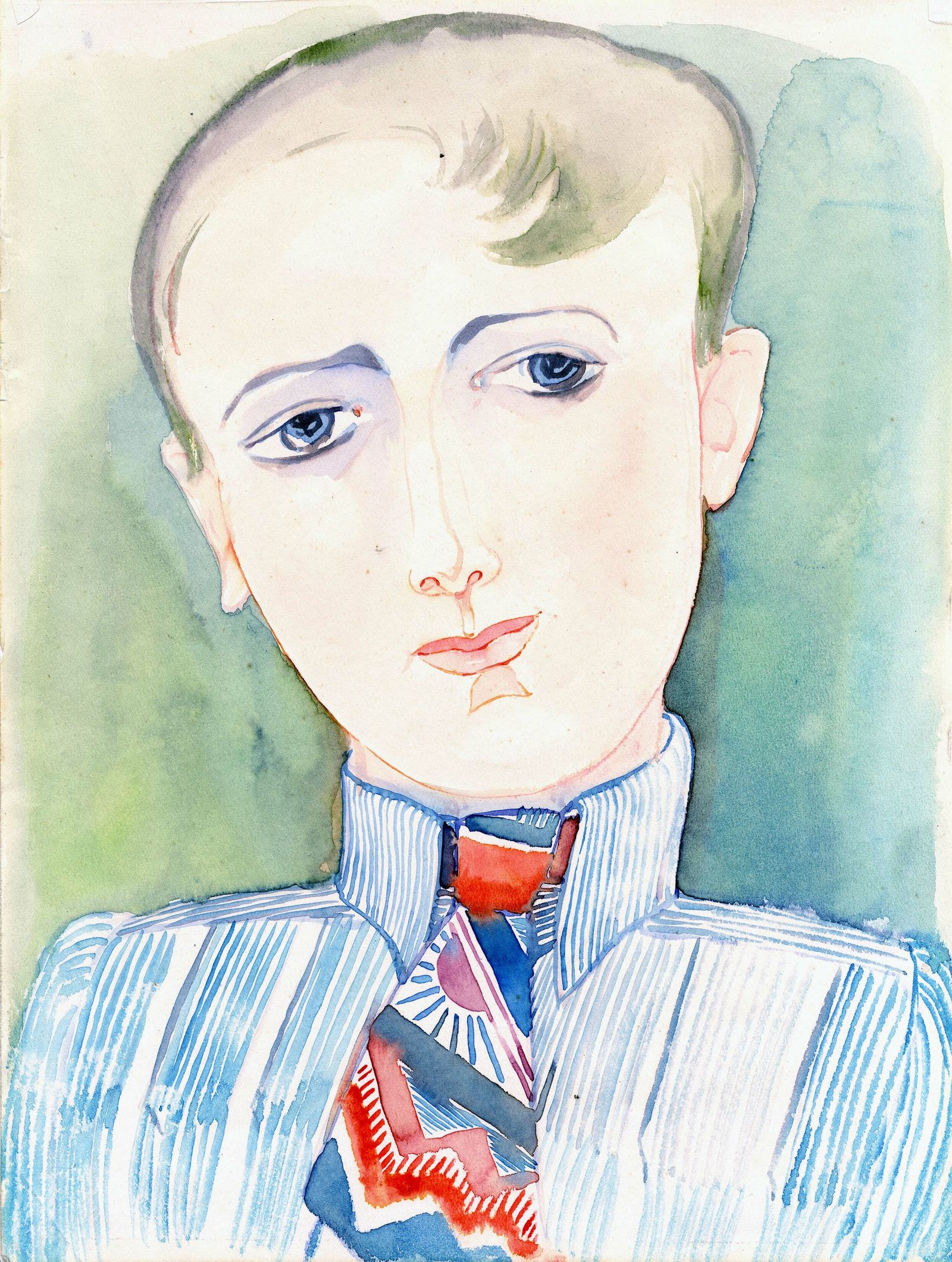
Femme ou homme avec cravatte (vers 1928), miniature sur ivoire, Graz, Kunsthaus Graz.
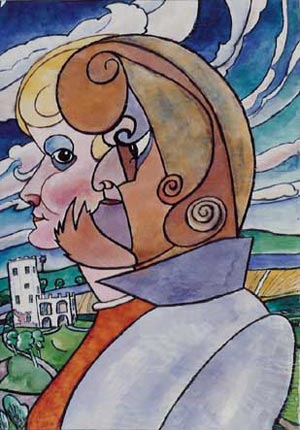
Les ancêtres (1931), localisation inconnue.
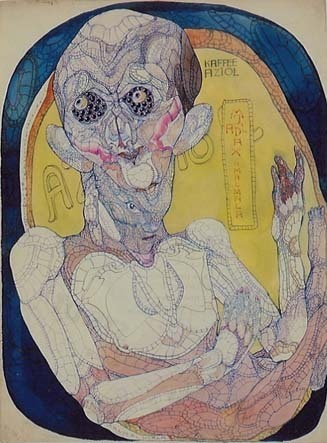
Double tête (c1934), Neue Galerie Graz, musée universel de Joanneum.

## Hommage
Les œuvres d'Ida Maly, avec leur propre langage visuel de la peinture moderne, sont tombées dans l'oubli. Ce n'est qu'à travers une exposition en 2005 à la Neue Galerie de Graz qu'Ida Maly s'est fait connaître de nouveau,.
À l'occasion de l'anniversaire de sa mort en 2021, le Linzer Lentos consacre une exposition à l'artiste « qui, sur la base d'œuvres sélectionnées, retrace la vie d'Ida Maly et montre comment elle a navigué entre les styles et a ainsi trouvé son propre langage artistique »,.